# Limnophyes pseudopumilio
Limnophyes pseudopumilio är en tvåvingeart som beskrevs av Makarchenko 2001. Limnophyes pseudopumilio ingår i släktet Limnophyes och familjen fjädermyggor. Inga underarter finns listade i Catalogue of Life.